# Giao hưởng số 3 (Elgar/Payne)
Giao hưởng số 3 cung Đô thứ, Op. 88 là bản giao hưởng dở dang của nhà soạn nhạc người Anh Edward Elgar. Tuy nhiên, nó đã được hoàn thiện bởi Anthony Payne. 

## Quá trình sáng tác

### Những phác thảo của Elgar
Elgar đã bắt đầu có suy nghĩ về bản giao hưởng số 3 của mình trong thập niên 1930 và bắt đầu phác thảo những nốt nhạc và ý tưởng đầu tiên trên piano. Tuy nhiên vào năm 1934, Elgar đã qua đời trên giường bệnh. Mong ước cuối đời của ông là "không ai hoàn thành bản giao hưởng này".

### Sự hoàn thiện của Payne
Bản giao hưởng số 3 của Elgar cứ dở dang như vậy cho đến thập niên 1990, khi Payne đọc bản phác thảo của tác phẩm và ông không thể nào kháng cự lại những cảm xúc của bản giao hưởng đang chế ngự mình. Payne đã nói với gia đình Elgar rằng ông có thể hoàn thành bản giao hưởng đang dang dở. Nhà Elgar đã chấp nhận cho Payne hoàn thiện tác phẩm và một bản giao hưởng hoàn chỉnh được ra đời.

## Tính chất
Tuy là nhà soạn nhạc của thời kỳ âm nhạc Hiện đại, nhưng Payne vẫn giữ nguyên những màu sắc lãng mạn có trong bản giao hưởng cung Đô thứ của Elgar. Thế nhưng, so với hai bản giao hưởng trước, bản số 3 của Elgar có phần hơi khác. Nếu như hai bản trước còn nghiêm trang và mang tính hành khúc theo đúng phong cách của ông trong các bản Pomp and Circumstance Marches nổi tiếng thì bản này lại diễn tả cảm xúc nhiều hơn, mãnh liệt hơn, bớt đi sự nghiêm trang. Cảm xúc ở đây được diễn tả đầy đủ trong cuộc sống giao hưởng của Elgar.

## Trình diễn
Tác phẩm được trình diễn lần đầu tiên vào ngày 15 tháng 2 năm 1998, tại Lâu đài Lễ hội Hoàng gia bởi Dàn nhạc Giao hưởng BBC dưới sự chỉ huy của Andrew Davis. 